# Архангельская, Наталья Сергеевна
Ната́лья Серге́евна Арха́нгельская (в девичестве Степа́нова, в замужестве Вишне́вски; род. 4 декабря 1937, Москва) — советская и российская актриса, народная артистка РФ (1999).

## Биография
Наталья Сергеевна Степанова (по мужу: Вишневски) родилась 4 декабря 1937 года. Окончила актёрский факультет ГИТИСа имени А. В. Луначарского в 1959 году.
Сценическая фамилия — Архангельская.
С 1959 по 1962 годы работала в театре «Современник». С 1962 года работает в Театре драмы имени М. Н. Ермоловой. Ведущая актриса.

## Семья
- Первый муж — Яков Сегель (1923—1995), актёр, кинорежиссёр, народный артист РСФСР. Брак продлился недолго.
- Второй муж — Владимир Андреев (1930—2020), актёр, режиссёр; народный артист СССР.
- Третий муж — французский журналист Влад Вишневски.

## Награды и звания
- Заслуженная артистка РСФСР (29 октября 1982 года).
- Народная артистка Российской Федерации (4 марта 1999 года) — за большие заслуги в области искусства[1].
- Орден Дружбы (10 декабря 2007 года) — за заслуги в развитии отечественной культуры и искусства, многолетнюю плодотворную деятельность[2].
- Орден Почёта (16 июля 2018 года) — за большой вклад в развитие отечественной культуры и искусства, средств массовой информации, многолетнюю плодотворную деятельность[3].

## Творчество

### Роли в театре
- 1973 — «Прошлым летом в Чулимске» А. В. Вампилова. Режиссёр: Владимир Андреев — Кашкина[4]
- «Бешеные деньги» А. Н. Островского. Режиссёр: Галина Дубовская — Надежда Антоновна Чебоксарова[5]
- 1994 — «Пат, или игра королей» П. Когоута — …

### Фильмография
| Год  |     | Название                          | Роль                              |
| ---- | --- | --------------------------------- | --------------------------------- |
| 1958 | ф   | Тихий Дон                         | Дуняша Мелехова                   |
| 1960 | ф   | Каток и скрипка                   | девушка                           |
| 1961 | ф   | Любушка                           | Дарья Бурмина                     |
| 1969 | ф   | Страницы живые                    | чтец                              |
| 1971 | ф   | Суббота, воскресенье, понедельник | Джуньянелла                       |
| 1972 | ф   | Лёгкий заработок                  | Имя персонажа не указано          |
| 1974 | ф   | Таня                              | Шаманова                          |
| 1974 | ф   | Время и семья Конвей              | Мейдж                             |
| 1975 | ф   | Прошлым летом в Чулимске          | Кашкина                           |
| 1979 | ф   | Дефицит на Мазаева                | Тамара                            |
| 1979 | ф   | Горное гнездо                     | Вершинина                         |
| 1980 | кор | Блажной                           | Анна                              |
| 1984 | ф   | Зелёная комната                   | Поулин Фрезер                     |
| 1987 | ф   | Костюмер                          | Миледи                            |
| 1988 | ф   | И свет во тьме светит             | Княгиня Черемшанова               |
| 2000 | ф   | Пат, или игра королей             | Эльза                             |
| 2004 | ф   | Я Люблю Тебя                      | Врач                              |
| 2004 | ф   | Смерть Таирова                    | немолодая актриса, она же Старуха |